# А-5 (планер)

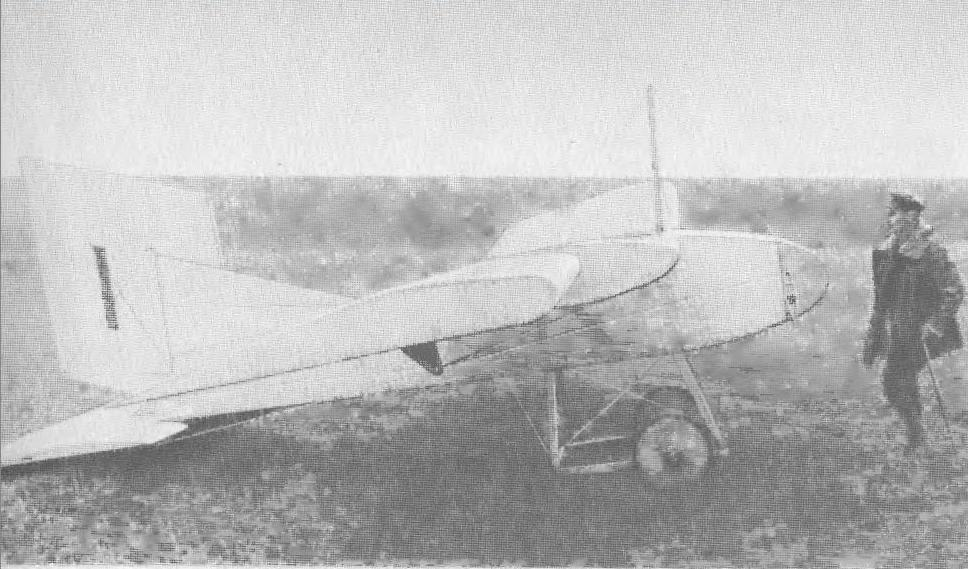

А-5 — планер конструкції К. К. Арцеулова. Побудований у 1922 р.
Перший раз випробовувався невдало, взимку 1922–1923 рр. при буксируванні на аеросанях по талому снігу не вдалося розвинути досить рівномірну тягу достатню для злету планера. 24 липня 1923 р. на Ходинському аеродромі при буксируванні проти вітру за автомобілем А-5 здійснив перший політ. Він піднявся в повітря на висоту близько 15 м, скинув фал і повільно спланував в керованому польоті.
На II Всесоюзних планерних випробуваннях на А-5 льотчиком Л. А. Юнгмайстером був встановлений рекорд тривалості польоту — 1 година 20 хвилин 30 секунд.
Планер був удостоєний головних призів, і його конструкція згодом була повторена або повністю, або з деякими змінами. На II Всесоюзних планерних випробуваннях в 1924 р. ця конструкція була представлена планерам «Ікар», «Ілліч», «Піонер-Ленінець» та  "Червоний студент ".

## Конструкція

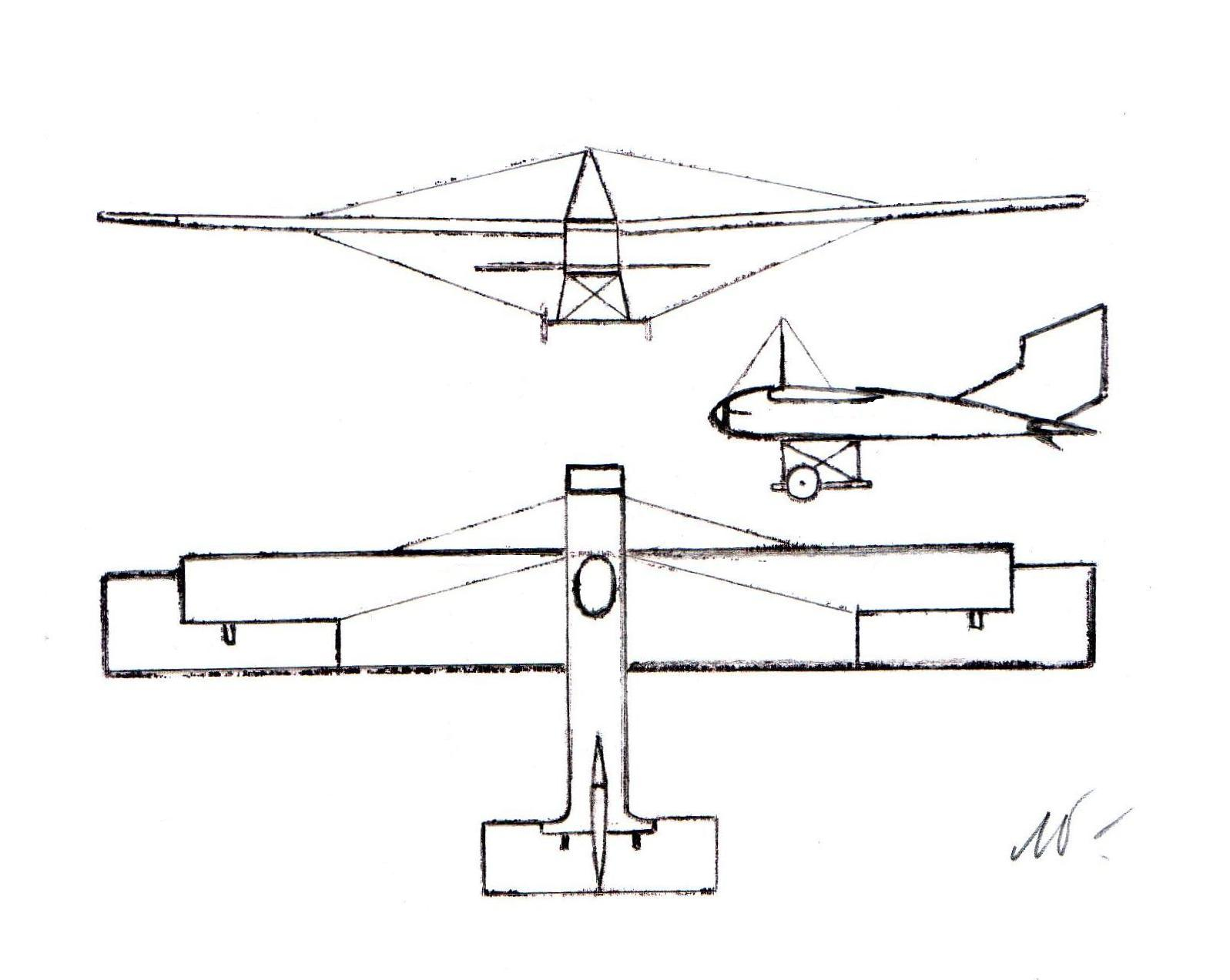

А-5 являє собою моноплан з високорозташованим крилом на розтяжках.
- Крило — профіль крила — Прандтль 387. В основі силової конструкції є два лонжерона в місцях приєднання розтяжок і стиків з фюзеляжем посилених черевиками з листового заліза товщиною 1 мм. На кожному полукрилі поперек лонжеронів, були встановлені 11 нервюр, 4 з них посилені (расчалені сталевим дротом). Лобова частина крила виготовлена з 1 мм шпону, обклеєного парусиною. Задні кінці нервюр з'єднані 1 мм дротом, яка утворює крайку крила.
- Фюзеляж — прямокутного перетину, мав чотири поздовжніх стрингери з'єднаних поперечними діагональними розпірками, на які наклеювалися фанерні накладки. Для кріплення крил були поперечні рами. Сидіння пілота кріпився на поздовжньої рамі на підлозі. Кабіна відкритого типу.
- Шасі — кріпилося внизу фюзеляжу. Складалося з чотирьох стійок, двох лиж і двох розпірок. Колеса надягали на сталеву трубу прив'язану до лиж гумовим шнуром.
- Хвостове оперення — складалося з кіля керма напряму і висоти мали аеродинамічну компенсацію.
- Система управління — зусилля від ручки і педалей передавалися на керма і елерони в основному по тросової проводці.